# Lynn Redgrave
Lynn Rachel Redgrave OBE (Londres, 8 de marzo de 1943 - Nueva York, 2 de mayo de 2010) fue una actriz británica perteneciente a la conocida familia de intérpretes: hija de sir Michael Redgrave y Rachel Kempson, lady Redgrave; hermana de Corin Redgrave y Vanessa Redgrave; y tía de las actrices Natasha Richardson, Joely Richardson y Jemma Redgrave.

## Biografía
El primer papel de Lynn Redgrave en una película fue una pequeña aparición en Tom Jones (1963). En 1966 fue nominada al Oscar a la mejor actriz por La soltera retozona. Ha trabajado en televisión, en los teatros de Londres y en Broadway. Ha sido nominada dos veces a los premios Tony y ha ganado dos veces el premio Sarah Siddons (1977 y 1995) por su trabajo en los teatros de Chicago.
Otras películas en la que ha participado son La prostituta feliz, Every Little Crook and Nanny, Todo lo que siempre quiso saber sobre el sexo pero temía preguntar, El autobús atómico, Sunday Lovers y Morgan Stewart's Coming Home. Entre 1979 y 1981, participó en la serie de televisión americana House Calls. En 1998 apareció en Strike! y fue nominada al Oscar a la mejor actriz de reparto por su papel en Dioses y monstruos. En su última película, Kinsey, que protagoniza Liam Neeson, tiene un breve papel.
En 2000, Redgrave se divorció del que fuera su marido durante 33 años, el productor John Clark, cuando se descubrió que había tenido un hijo con su asistente. Hace algunos años, Redgrave anunció que sufría un cáncer de mama.  Escribió una obra, The Mandrake Root. Escribió también un libro en el que narra su batalla contra esta enfermedad, titulado Journal: A Mother and Daughter's Recovery from Breast Cancer con fotos realizadas por su hija Annabel Clark.
Redgrave fue nombrada Oficial de la Orden del Imperio Británico, aunque posteriormente se convirtió en ciudadana americana.
La actriz falleció el 2 de mayo de 2010 tras 7 años de lucha contra el cáncer.

## Filmografía

### Cine
| Año  | Título                                                                       | Personaje                     | Notas                                          |
| ---- | ---------------------------------------------------------------------------- | ----------------------------- | ---------------------------------------------- |
| 1960 | Shoot to Kill                                                                | Personaje menor               | No acreditada                                  |
| 1963 | Tom Jones                                                                    | Susan                         |                                                |
| 1964 | Girl with Green Eyes (La chica de los ojos verdes [Esp])                     | Baba Brennan                  |                                                |
| 1966 | Georgy Girl (La soltera retozona [Esp])                                      | Georgy                        |                                                |
| 1966 | The Family Way                                                               |                               | No acreditada                                  |
| 1967 | The Deadly Affair                                                            | Virgin                        |                                                |
| 1967 | Smashing Time                                                                | Yvonne                        |                                                |
| 1969 | The Virgin Soldiers                                                          | Phillipa Raskin               |                                                |
| 1970 | Last of the Mobile Hot Shots                                                 | Myrtle Kane                   |                                                |
| 1971 | Long Live Your Death                                                         | Mary O'Donnell                | También llamada: "Don't Turn the Other Cheek!" |
| 1972 | Every Little Crook and Nanny                                                 | Señorita Poole                |                                                |
| 1972 | Everything You Always Wanted to Know About Sex* (*But Were Afraid to Ask)    | La reina                      |                                                |
| 1973 | The National Health                                                          | Enfermera Betty Martin        |                                                |
| 1975 | The Happy Hooker (La prostituta feliz [Esp])                                 | Xaviera Hollander             |                                                |
| 1976 | The Big Bus (El autobús atómico [Esp])                                       | Camille Levy                  |                                                |
| 1980 | Sunday Lovers                                                                | Lady Davina                   | Segmento: "An Englishman's Home"               |
| 1983 | Meet Your Animal Friends (Mis amigos los animales [Esp])                     | Narrator                      | Voz                                            |
| 1987 | Morgan Stewart's Coming Home                                                 | Nancy Stewart                 |                                                |
| 1989 | Getting It Right                                                             | Joan                          |                                                |
| 1989 | Midnight                                                                     | Midnight                      |                                                |
| 1996 | Shine                                                                        | Gillian                       |                                                |
| 1998 | Gods and Monsters (Dioses y monstruos [Esp])                                 | Hanna                         |                                                |
| 1998 | The Hairy Bird                                                               | Señorita McVane               | También llamada: "All I Wanna Do"              |
| 1999 | Touched                                                                      | Carrie                        |                                                |
| 1999 | The Annihilation of Fish                                                     | Poinsettia                    |                                                |
| 2000 | The Simian Line                                                              | Katharine                     |                                                |
| 2000 | The Next Best Thing                                                          | Helen Whittaker               |                                                |
| 2000 | Deeply                                                                       | Celia                         |                                                |
| 2000 | How to Kill Your Neighbor's Dog                                              | Edna                          |                                                |
| 2000 | Lion of Oz                                                                   | Bruja maligna del Este        | Voz                                            |
| 2001 | Venus and Mars                                                               | Emily Vogel                   |                                                |
| 2001 | My Kingdom                                                                   | Mandy                         |                                                |
| 2002 | Spider                                                                       | Sra. Wilkinson                |                                                |
| 2002 | Unconditional Love                                                           | Nola Fox                      |                                                |
| 2002 | The Wild Thornberrys Movie (Los Thornberrys: La película [Esp])              | Cordelia Thornberry           | Voz                                            |
| 2002 | Hansel & Gretel                                                              | Mujer / Bruja                 |                                                |
| 2002 | Anita and Me                                                                 | Sra. Ormerod                  |                                                |
| 2003 | Charlie's War                                                                | Grandma Lewis                 |                                                |
| 2003 | Peter Pan                                                                    | Aunt Millicent                |                                                |
| 2004 | Kinsey                                                                       | Sujeto de entrevista final    |                                                |
| 2005 | The White Countess                                                           | Olga Belinskya                |                                                |
| 2007 | The Jane Austen Book Club                                                    | Mama Sky                      |                                                |
| 2009 | Confessions of a Shopaholic (Confesiones de una compradora compulsiva [Esp]) | Dama ebria en el baile        |                                                |
| 2009 | My Dog Tulip                                                                 | Nancy / Esposa de Greengrocer | Voz                                            |

- 1998 - Strike!

### Televisión
| Año       | Título                                         | Personaje                   | Notas                                                        |
| --------- | ---------------------------------------------- | --------------------------- | ------------------------------------------------------------ |
| 1965      | Sunday Out of Season                           | Elaine                      | Película de televisión                                       |
| 1966      | Comedy Playhouse                               | Sheila                      | Episodio: "The End of the Tunnel"                            |
| 1966      | Love Story                                     | Rosemarie                   | Episodio: "Ain't Afraid to Dance"                            |
| 1966      | Armchair Theatre                               | Polly Barlow                | Episodio: "Pretty Polly"                                     |
| 1967      | Armchair Theatre                               | Ivy Toft / Caroline         | Episodios: "I Am Osango", "What's Wrong with Humpty Dumpty?" |
| 1968      | Love Story                                     | Mary Downey                 | Episodio: "The Egg on the Face of the Tiger"                 |
| 1971      | Play of the Month                              | Helena                      | Episodio: "A Midsummer Night's Dream"                        |
| 1973      | Play of the Month                              | Eliza Doolittle             | Episodio: "Pygmalion"                                        |
| 1974      | Vienna 1900                                    | Berta Garlan                | Episodio: "The Spring Sonata"                                |
| 1974      | The Turn of the Screw                          | Señorita Jane Cubberly      | Película de televisión                                       |
| 1976      | Kojak                                          | Claire                      | Episodio: "A Hair-Trigger Away"                              |
| 1978      | Disco Beaver from Outer Space                  | Dra. Van Helsing            | Película de televisión                                       |
| 1978–1979 | Centennial                                     | Charlotte Buckland Seccombe | Miniserie                                                    |
| 1979      | Sooner or Later                                | La profesora                | Película de televisión                                       |
| 1979      | Beggarman, Thief                               | Kate Jordache               | Miniserie                                                    |
| 1979–1981 | House Calls                                    | Ann Anderson                | Personaje principal, 41 Episodios                            |
| 1980      | Gauguin the Savage                             | Mette Gad                   | Película de televisión                                       |
| 1980      | The Seduction of Miss Leona                    | Señorita Leona de Vose      | Película de televisión                                       |
| 1982      | Rehearsal for Murder                           | Monica Welles               | Película de televisión                                       |
| 1982      | CBS Schoolbreak Special                        | Sarah Cotter                | Episodio: "The Shooting"                                     |
| 1982      | The Love Boat                                  | Patti White                 | 1 Episodio                                                   |
| 1982–1983 | Teachers Only                                  | Diana Swanson               | Personaje principal, 21 Episodios                            |
| 1983      | Hotel                                          | Cathy Knight                | Episodio: "Relative Loss"                                    |
| 1983      | Antony and Cleopatra                           | Cleopatra                   | Película de televisión                                       |
| 1984      | Fantasy Island                                 | Kristen Robbins             | 1 Episodio                                                   |
| 1984      | The Fainthearted Feminist                      | Martha                      | Serie                                                        |
| 1984      | Murder, She Wrote                              | Abby Benton Freestone       | Episodio: "It's a Dog's Life"                                |
| 1985      | The Bad Seed                                   | Monica Breedlove            | Película de televisión                                       |
| 1986      | My Two Loves                                   | Marjorie Lloyd              | Película de televisión                                       |
| 1986      | Hotel                                          | Audrey Beck                 | Episodio: "Restless Nights"                                  |
| 1988      | A Woman Alone                                  | La mujer                    | Película de televisión                                       |
| 1989      | Screen Two                                     | Pauline Williams            | Episodio: "Death of a Son"                                   |
| 1989      | Chicken Soup                                   | Maddie Peerce               | Personaje principal, 12 Episodios                            |
| 1990      | Silent Mouse                                   | Narrador                    | Película de televisión                                       |
| 1990      | The Great American Sex Scandal                 | Abby Greyhouwsky            | Película de televisión                                       |
| 1991      | What Ever Happened to Baby Jane?               | Jane Hudson                 | Película de televisión                                       |
| 1993      | Calling the Shots                              | Maggie Donnelly             |                                                              |
| 1997      | Toothless                                      | Rogers                      | Película de televisión                                       |
| 1997      | Indefensible: The Truth About Edward Brannigan | Monica Brannigan            | Película de televisión                                       |
| 1998      | White Lies                                     | Inga Kolneder               | Película de televisión                                       |
| 1998–2001 | Rude Awakening                                 | Trudy Frank                 | Personaje principal, 55 episodios                            |
| 1999      | The Nanny                                      | Ella misma                  | Episodio: "The Yummy Mummy"                                  |
| 1999      | Different                                      | Amanda Talmadge             | Película de televisión                                       |
| 1999      | A Season for Miracles                          | Hon. Jueza Nancy Jakes      | Película de televisión                                       |
| 2001      | Varian's War                                   | Alma Werfel-Mahler          | Película de televisión                                       |
| 2002      | My Sister's Keeper                             | Helen Margaret Chapman      | Película de televisión                                       |
| 2003      | The Wild Thornberrys                           | Cordelia                    | Voz. Episodios: "Sir Nigel: Parts 1 & 2"                     |
| 2006–2007 | Eloise: The Animated Series                    | Nanny                       | Voz. Regular, 6 Episodios                                    |
| 2007      | Desperate Housewives                           | Dahlia Hainsworth           | Episodio: "Dress Big"                                        |
| 2007      | Nurses                                         | Peggy Rice                  | Película de televisión                                       |
| 2009      | Law & Order: Criminal Intent                   | Emily Huntford              | Episodio: "Folie a Deux"                                     |
| 2009      | Ugly Betty                                     | Olivia Guillemette          | Episodio: "The Butterfly Effect: Part 1", (Aparición final)  |

## Teatro
| Año       | Título                          | Personaje           | Casa                              | Notas     |
| --------- | ------------------------------- | ------------------- | --------------------------------- | --------- |
| 1962      | A Midsummer Night's Dream       | Helena              | Royal Court                       |           |
| 1962      | Billy Liar                      |                     | Dundee                            |           |
| 1962      | The Tulip Tree                  |                     | Haymarket                         |           |
| 1963      | The Recruiting Officer          | Rose                | National                          |           |
| 1963      | Andorra                         | Barblin             | National                          |           |
| 1963      | Hamlet                          |                     |                                   |           |
| 1964      | Hay Fever                       | Jackie              | National                          |           |
| 1965      | Much Ado About Nothing          | Margaret            | National                          |           |
| 1965–1966 | Love for Love                   |                     |                                   |           |
| 1967      | Black Comedy / The White Liars  | Carol Melkett       | National                          |           |
| 1970      | The Two of Us                   |                     |                                   |           |
| 1971      | Slag                            |                     |                                   |           |
| 1974      | My Fat Friend                   | Vicky               |                                   |           |
| 1976      | Mrs. Warren's Profession        | Vivie Warren        |                                   |           |
| 1976      | Knock Knock                     | Joan                |                                   | Reemplazo |
| 1976      | Misalliance                     |                     |                                   |           |
| 1977–1978 | Saint Joan                      | Joan                |                                   |           |
| 1985      | Aren't We All?                  | Hon. Sra. W. Tatham |                                   |           |
| 1987      | Sweet Sue                       | Susan Too           |                                   |           |
| 1989–1990 | Love Letters                    | Melissa Gardner     |                                   | Reemplazo |
| 1992      | A Little Hotel on the Side      | Angelique Pinglet   |                                   |           |
| 1992      | The Master Builder              | Sra. Aline Solness  |                                   |           |
| 1993–1994 | Shakespeare for My Father       | Intérprete          |                                   |           |
| 1995–1996 | Moon Over Buffalo               | Charlotte Hay       |                                   | Reemplazo |
| 2001      | Noises Off                      |                     |                                   |           |
| 2002      | Company                         | Joanne              |                                   |           |
| 2005      | The Constant Wife               | Sra. Culver         |                                   |           |
| 2006      | The Lost Colony (play)          | Reina Isabel I      | Waterside Theatre at Fort Raleigh |           |
| 2009      | The Importance of Being Earnest | Lady Bracknell      | Touring                           |           |

## Premios y distinciones
Premios Óscar
| Año  | Categoría               | Película            | Resultado |
| ---- | ----------------------- | ------------------- | --------- |
| 1967 | Oscar a la mejor actriz | La soltera retozona | Nominada  |
| 1999 | Mejor actriz de reparto | Dioses y monstruos  | Nominada  |

| Año  | Otorga                                   | Premio                                                                                         | Trabajo                   | Resultado |
| ---- | ---------------------------------------- | ---------------------------------------------------------------------------------------------- | ------------------------- | --------- |
| 1965 | BAFTA Film Award                         | Más prometedora recién llegada a Personaje principal de película                               | Girl with Green Eyes      | Nominada  |
| 1966 | NYFCC Award                              | Mejor Actriz                                                                                   | Georgy Girl               | Ganó      |
| 1967 | BAFTA Film Award                         | Mejor Actriz Británica                                                                         | Georgy Girl               | Nominada  |
| 1967 | Golden Globe Award                       | Más prometedora recién llegada - Femenina                                                      | Georgy Girl               | Nominada  |
| 1967 | Golden Globe Award                       | Mejor Actriz de Película - Musical / Comedia                                                   | Georgy Girl               | Ganó      |
| 1967 | Laurel Awards                            | Nueva cara femenina                                                                            |                           | Nominada  |
| 1968 | KCFCC Award                              | Mejor Actriz                                                                                   | Georgy Girl               | Ganó      |
| 1976 | Tony Award                               | Mejor Actriz en una Obra                                                                       | Mrs. Warren's Profession  | Nominada  |
| 1981 | Golden Globe Award                       | Mejor desempeño por una Actriz en una Serie de televisión - Musical / Comedia                  | House Calls               | Nominada  |
| 1981 | Primetime Emmy Award                     | Destacada Actriz Principal en una Serie de Comedia                                             | House Calls               | Nominada  |
| 1983 | Daytime Emmy Award                       | Destacada Intérprete en Programación para Niños                                                | CBS Afternoon Playhouse   | Nominada  |
| 1993 | Tony Award                               | Mejor Actriz en una Obra                                                                       | Shakespeare for My Father | Nominada  |
| 1997 | BAFTA Film Award                         | Mejor desempeño por una Actriz en un Personaje de soporte                                      | Shine                     | Nominada  |
| 1997 | Screen Actors Guild Award                | Destacado desempeño por un Reparto                                                             | Shine                     | Nominada  |
| 1998 | Gemini Award                             | Mejor desempeño por una Actriz en un Personaje de soporte en un Programa Dramático o Miniserie | White Lies                | Nominada  |
| 1999 | Satellite Award                          | Mejor desempeño por una Actriz en un Personaje de soporte en una Película - Drama              | Gods and Monsters         | Nominada  |
| 1999 | Screen Actors Guild Award                | Destacado desempeño por una Actriz en un Personaje de soporte                                  | Gods and Monsters         | Nominada  |
| 1999 | BAFTA Film Award                         | Destacado desempeño por una Actriz en un Personaje de soporte                                  | Gods and Monsters         | Nominada  |
| 1999 | Independent Spirit Awards                | Mejor Actriz de soporte                                                                        | Gods and Monsters         | Ganó      |
| 1999 | Golden Globe Award                       | Mejor desempeño por una Actriz en un personaje de soporte en una Película                      | Gods and Monsters         | Ganó      |
| 2000 | ALFS Award                               | Actriz de soporte británicas del Año                                                           | Gods and Monsters         | Ganó      |
| 2003 | Palm Springs International Film Festival | Premio del logro de carrera                                                                    |                           | Ganó      |
| 2006 | Los Angeles Drama Critics Circle Award   | Mejor interpretación solitaria                                                                 | Nightingale               | Ganó      |
| 2006 | Tony Award                               | Mejor Actriz en una obra                                                                       | The Constant Wife         | Nominada  |
| 2007 | Grammy Award                             | Mejor Álbum de palabra hablada para Niños                                                      | The Witches               | Nominada  |

En 2001, Lynn Redgrave recibió un honor de Leyenda Viviente en el The WINFemme Film Festival y The Women's Network Image Awards.